# BR-116

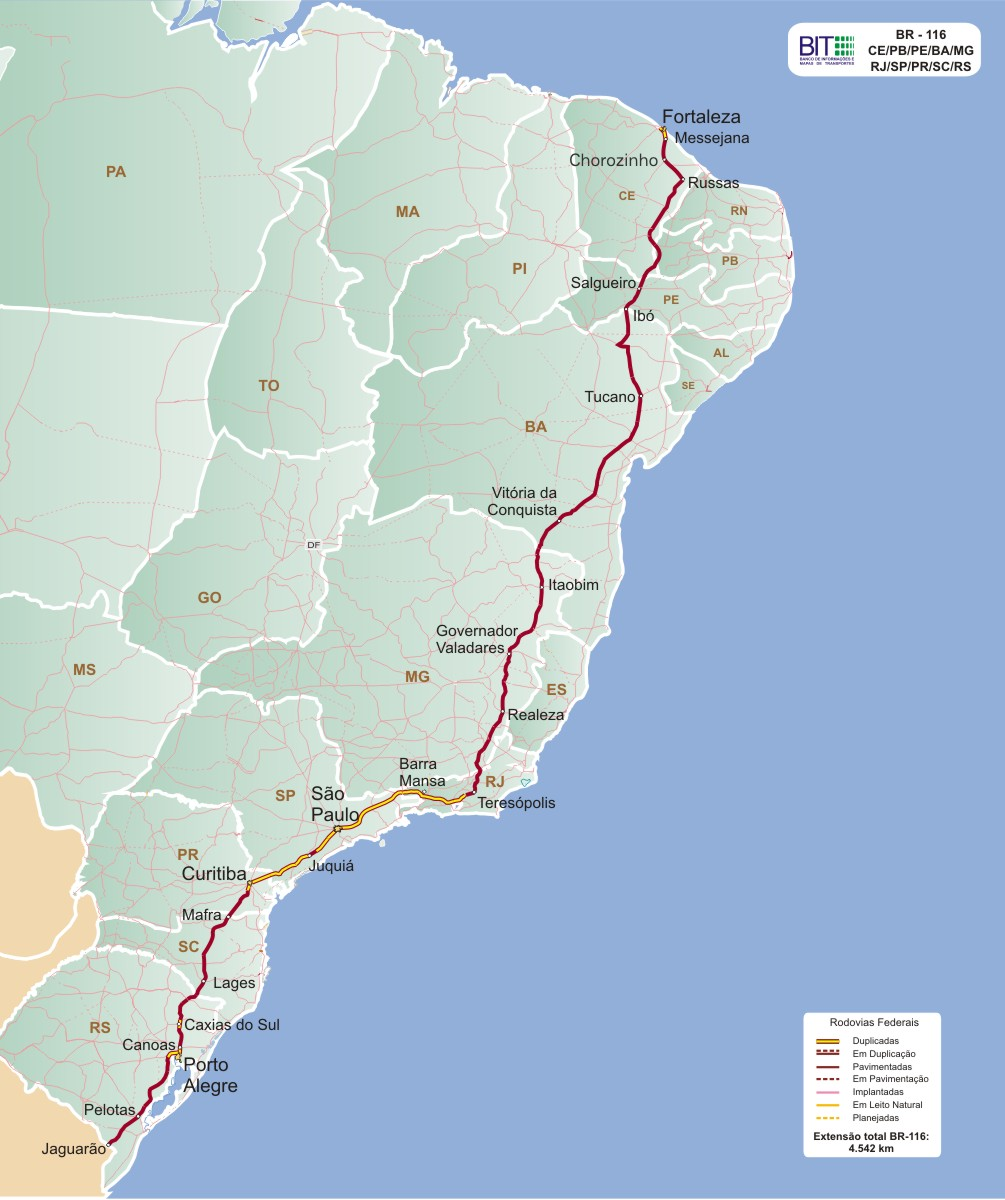
Mapa de la trayectoria de la BR-116.

Sistema de carreteras en Brasil, con autovías resaltado en rojo.

La BR-116 es una de las dos carreteras principales en Brasil, junto con BR-101. Su recorrido se inicia en la ciudad de Fortaleza, Ceará y termina en la ciudad de Jaguarão, Rio Grande do Sul, en la frontera con Uruguay.
La extensión total de la carretera es de aproximadamente 4385 km, pasando por diez estados y uniendo ciudades importantes como Porto Alegre, Caxias do Sul, Curitiba, São Paulo, Río de Janeiro, Governador Valadares, Teófilo Otoni, Vitória da Conquista, Feira de Santana y Fortaleza. Es la ruta más extensa de Brasil, la segunda de América, detrás de la A-RN 40 y una de las más extensas del mundo.

## Duplicación
En la Región Sur del país, la carretera está duplicada en los 70 km entre Guaíba, Porto Alegre y Novo Hamburgo. Los 211 km entre Guaíba y Pelotas se están duplicando actualmente. En noviembre de 2022, ya había 148 km duplicados y entregados en este tramo.
En la Región Sudeste del país, la carretera está duplicada en los 400 km entre Curitiba y São Paulo, donde se llama Rodovia Régis Bittencourt (casi todo duplicado alrededor del año 2000, el último tramo en las montañas solo se completó en 2017), y en los 410 km entre São Paulo y Río de Janeiro, donde se llama Rodovia Presidente Dutra (duplicado en 1967, es la carretera más importante del país, conecta las 2 ciudades más grandes). La conexión entre Río de Janeiro y Guapimirim también está duplicada desde 1980.
En la Región Noreste del país, la carretera está duplicada en los 76 km entre Feira de Santana y Argoim, en Bahía.

## Galería

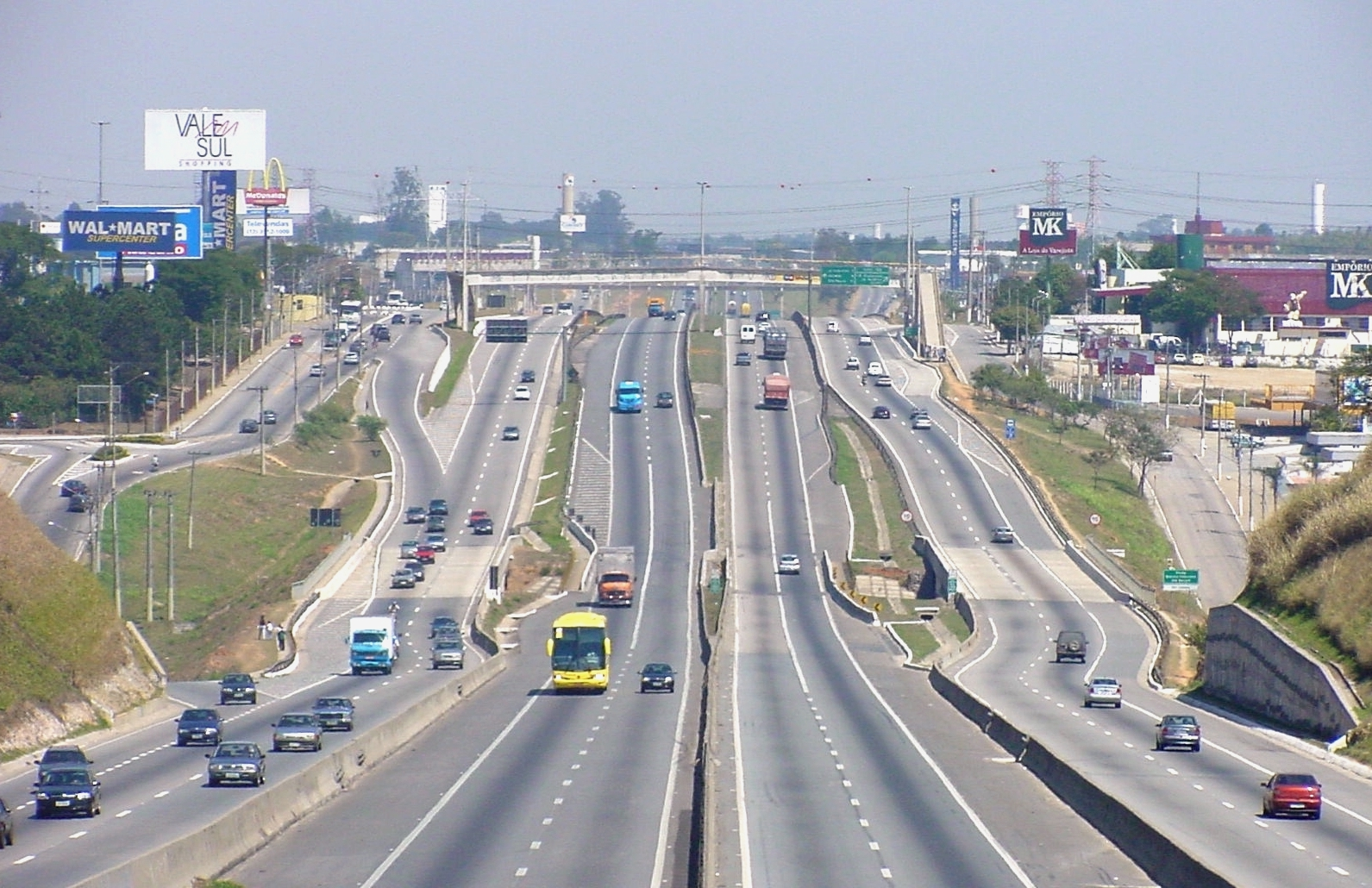
BR-116 en São José dos Campos, São Paulo.
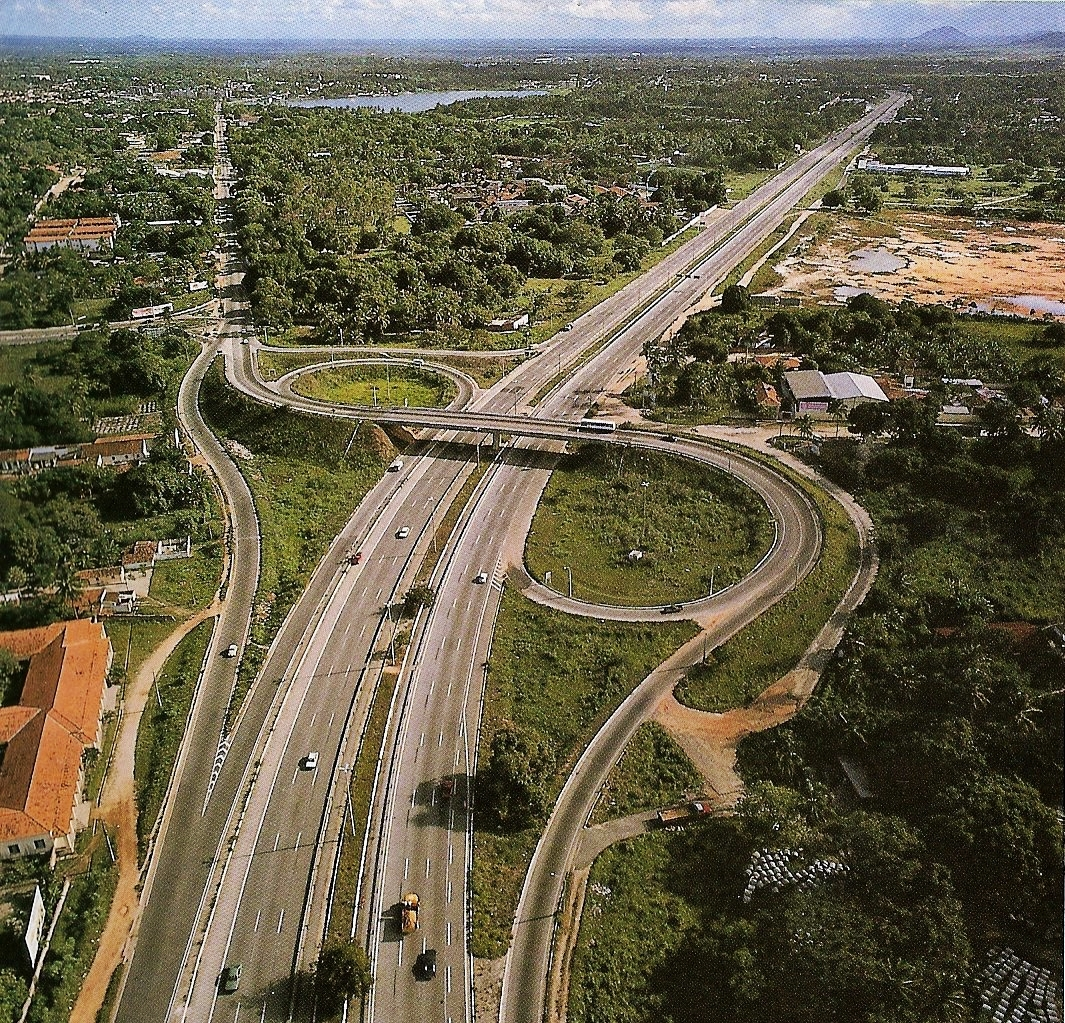
BR-116 en Fortaleza, Ceará.
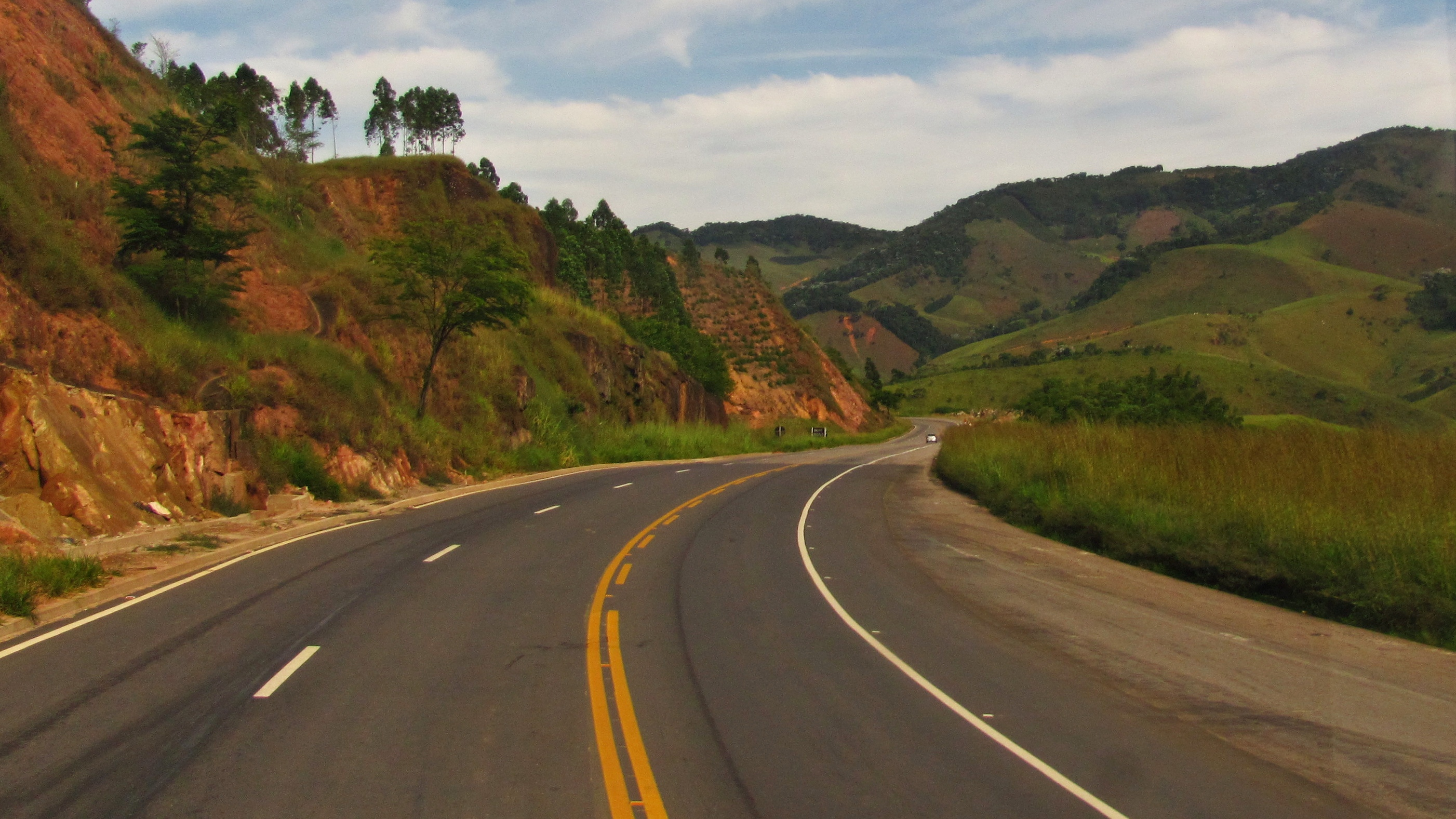
BR-116 en Miradouro, Minas Gerais.
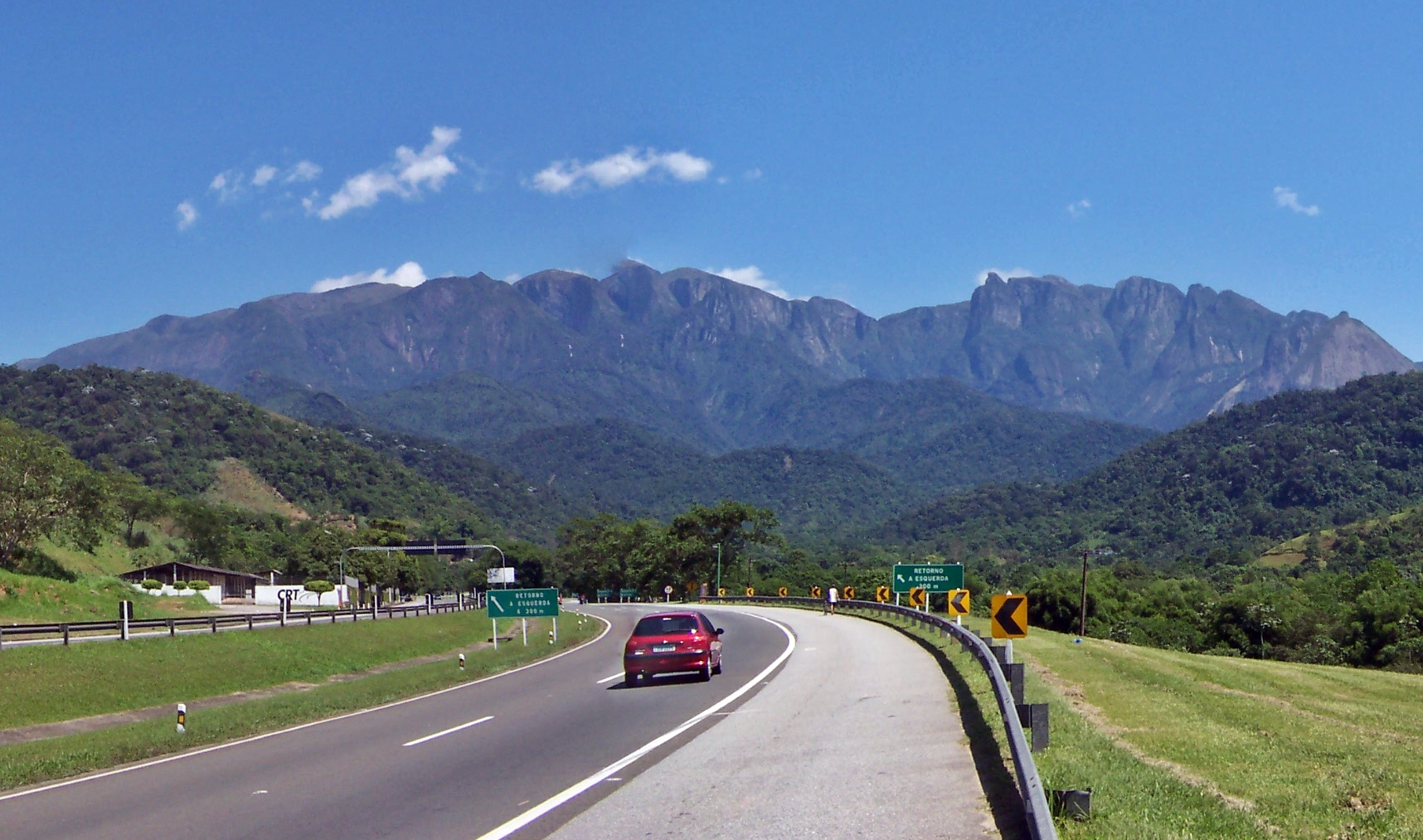
BR-116 en Guapimirim, Río de Janeiro.
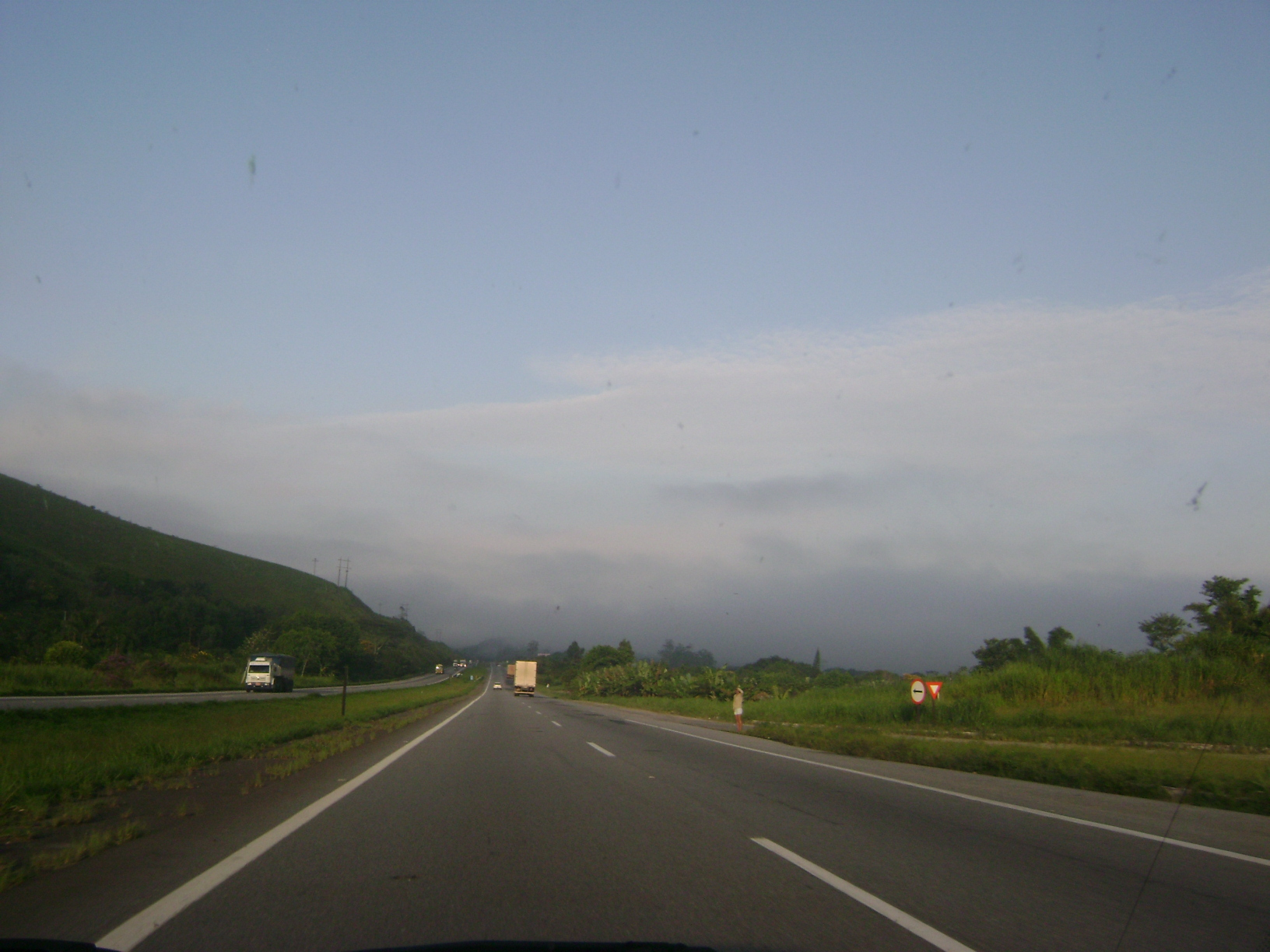
BR-116 en Registro, São Paulo.
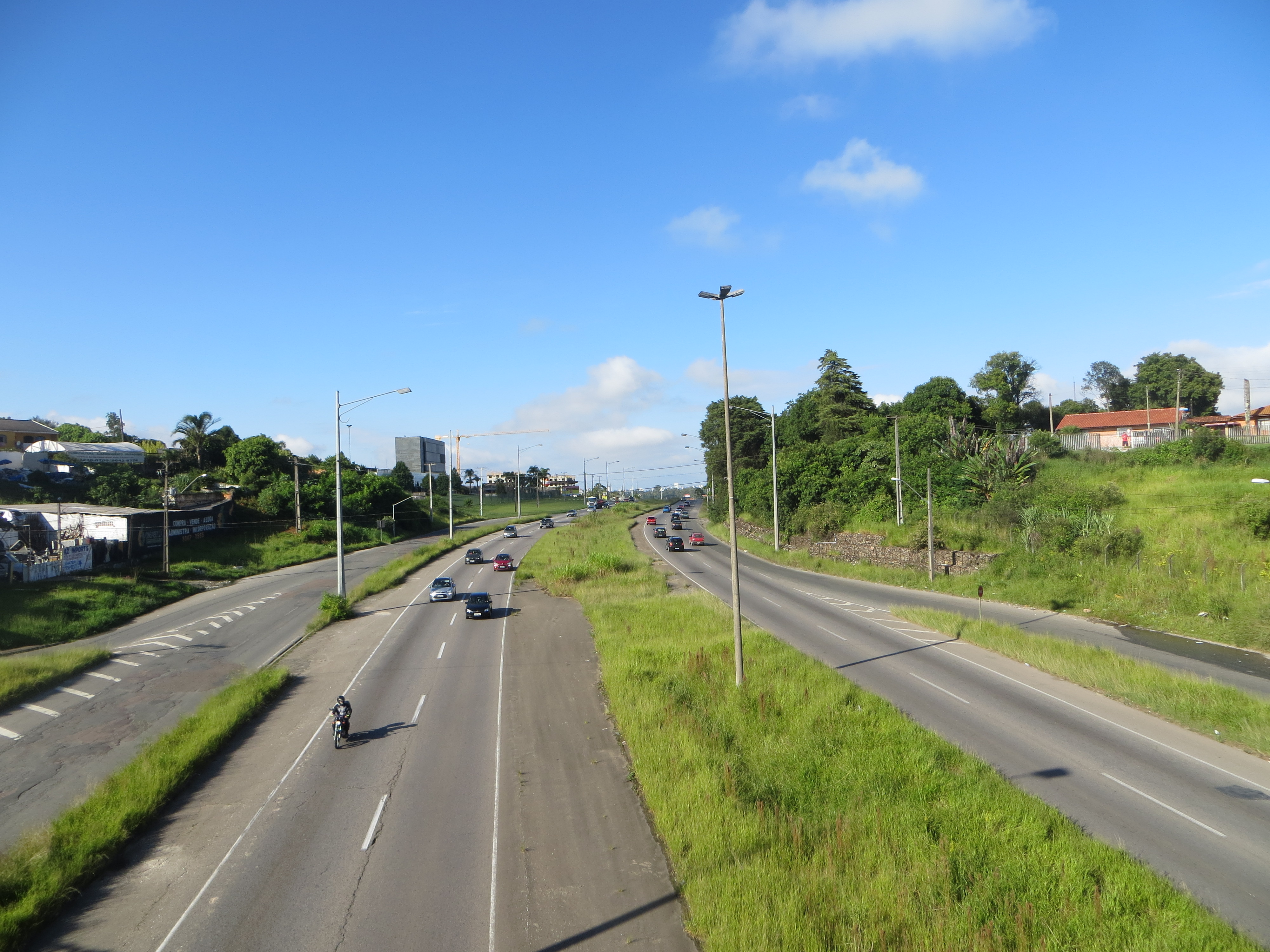
BR-116 en Curitiba, Paraná.
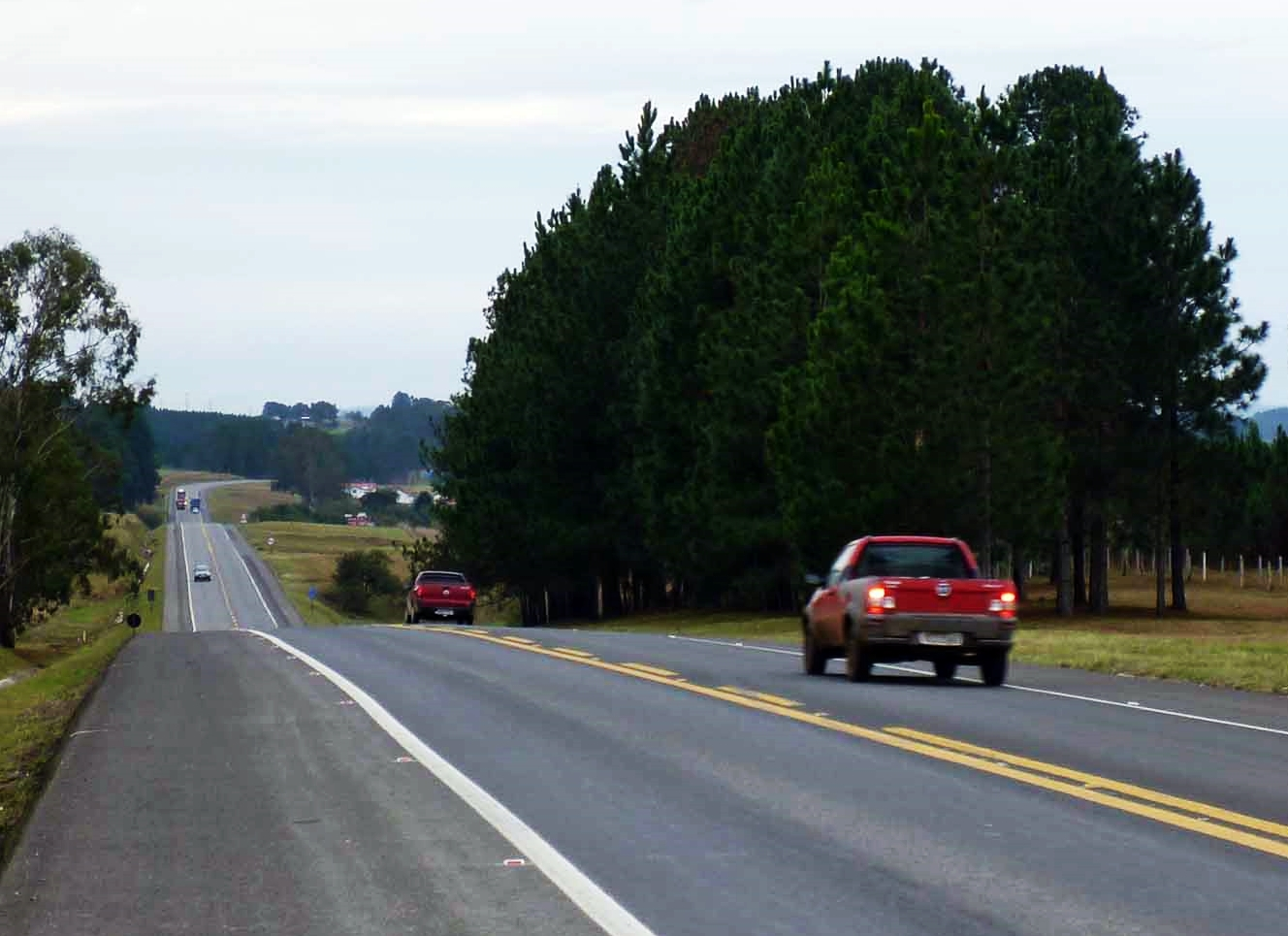
BR-116 en Santa Catarina.